# مذئبة
المُذْئِبَة (الاسم العلمي: Lycoris)، هو جنس يتكون من قرابة 13-20 نوعًا من النباتات المُزهرة في فصيلة النرجسية. مواطنها في شرق وجنوب آسيا في الصين واليابان وكوريا الجنوبية وشمال فيتنام وشمال لاوس وشمال تايلاند وشمال بورما ونيبال وشمال باكستان وأفغانستان وشرق إيران. وطّنت في ولاية كارولينا الشمالية وتنمو الآن في برية. في اللغة الإنجليزية يطلق عليها زنابق الإعصار أو الأمارلس العنقودية. يشترك الجنس في الاسم الإنجليزي زنبق العنكبوت مع جنسين آخرين مرتبطين به.